# Tony Book
Anthony Keith „Tony“ Book (* 4. September 1934 in Bath; † 13. Januar 2025) war ein englischer Fußballspieler und -trainer. Die sportliche Karriere des rechten Außenverteidigers war dahingehend ungewöhnlich, dass er noch im Alter von 28 Jahren im unterklassigen Amateurfußball gespielt hatte, bevor er seinen späten Weg ins Profigeschäft über Plymouth zu Manchester City fand. Mit den „Citizens“ gewann er jeweils als Mannschaftskapitän 1968 die englische Meisterschaft, im Jahr darauf den FA Cup sowie 1970 gleichsam den Ligapokal und den Europapokal der Pokalsieger. Dazu kam während seiner anschließenden Cheftrainerzeit in Manchester zwischen 1974 und 1979 noch einmal der Ligapokal (1976).

## Sportlicher Werdegang

### Spielerkarriere

#### Beginn im unterklassigen Fußball (1955–1964)
Geboren in dem Kurort Bath – in der Grafschaft Somerset gelegen – war Book als Sohn eines Soldaten im Alter von vier Jahren mit der gesamten Familie, die insgesamt sieben Jungs zählte, nach Indien gezogen. Dort wuchs er sieben Jahre lang auf, bevor der Tross nach England zurückkehrte. Im Fußball empfahl er sich über den Schulsport für die Jugendmannschaft von Bath City. Später spielte er im Amateurfußball für die Peasedown Miners, wobei er dort zunächst die Position des Halbstürmers einnahm. Als er im Oktober 1952 bei dem Royal Army Medical Corps den Wehrdienst abzuleisten begann, engagierte er sich für die dortige Armeemannschaft und wurde dort zum Außenverteidiger umgeschult. Die Leistungen waren vielversprechend, aber ein Probetraining beim FC Chelsea – arrangiert von Books Sergeant Major – führte letztlich nicht zu einem gewünschten Einstieg ins Profigeschäft. Stattdessen heuerte er im Januar 1956 bei seinem Heimatverein Bath City an und in den folgenden acht Jahren reduzierte sich seine sportliche Perspektive auf gelegentliche Achtungserfolge in frühen Runden des FA Cups und 1960 den Gewinn der Meisterschaft in der Southern League.
Den Beginn für eine späte Profikarriere markierte dann 1962 die Ankunft von Malcolm Allison als neuer Trainer von Bath City. Book war fortan Allisons Weggefährte und als dieser 1964 kurzzeitig in Kanada Toronto City betreute, nahm er Book zu seinem Engagement mit. Obwohl Allison nur kurze Zeit später nach England zurückkehrte, um bei Plymouth Argyle erstmals einen englischen Profiverein zu betreuen, blieb Book noch drei Monate in Nordamerika. Er nutzte dort die ihm gebotenen Bewährungschancen und bei dem Gewinn der Eastern Canada Professional Soccer League behauptete er sich gegen weltweit etablierte Profispieler; dazu erhielt er die Auszeichnung als bester kanadischer Außenverteidiger.

#### Über Plymouth zu Manchester City (1964–1973)
Im August 1964 folgte Book Allison nach Plymouth und nach Zahlung einer Ablösesumme in Höhe von 1.500 Pfund war Book bei den „Pilgrims“ sofort eine feste Größe. Der Legende nach hatte Book bei der Vertragsunterzeichnung ein wenig geschummelt und die Geburtsurkunde so vorgelegt, dass das Geburtsjahr 1934 nach 1936 aussah. Sein Debüt gab er am 22. August 1964 gegen Coventry City (0:2) und in der Saison 1964/65 erreichte er auf Anhieb das Halbfinale des Ligapokals. In zwei Jahren verpasste er nur drei Zweitligapartien und der jeweils erfolgreiche Kampf um den Klassenerhalt wurde zu einem nicht unerheblichen Teil Book zugeschrieben. Auch nachdem Allison 1965 eine Stelle als Assistent von Joe Mercer bei Manchester City angenommen hatte, behielt Book seine Stammposition unter dem neuen Trainer Derek Ufton. Charakteristisch für sein Spiel war eine zumeist saubere Zweikampfführung sowie die Fähigkeit, gleichsam unter Druck einen „kühlen Kopf“ zu behalten und Gegenangriffe einzuleiten.
Im Sommer 1966 ging es für Book zu Manchester City, das unter Mercer und Allison in der vorangegangenen Saison 1965/66 in die erste Liga aufgestiegen war. Mercer stand der Verpflichtung aufgrund von Books fortgeschrittenen Fußballeralter zunächst ablehnend gegenüber, aber schlussendlich überzeugte Allison seinen Vorgesetzten nicht zuletzt durch einen dezenten Hinweis auf Mercer selbst, der ebenfalls mit über 30 Jahren einmal von Everton zu Arsenal gewechselt war. Am ersten Spieltag der Saison 1966/67 debütierte Mercer beim FC Southampton (1:1) und in den anschließenden beiden Jahren wurde er nicht nur zum Stammspieler, sondern auch zum neuen Kapitän der Mannschaft. Dabei half ihm neben der Fürsprache von Allison auch, dass er Mitspieler Mike Summerbee noch aus Southern-League-Zeiten kannte, sich so problemlos ins Team integrierte und nach dem Weggang von Johnny Crossan die Kapitänsrolle vakant wurde – „Skip“ wurde danach bis zum Ende seiner Spielerzeit zu Books Spitznamen.
Bereits in seinem ersten Jahr erhielt er die vereinsinterne Auszeichnung zum besten Spieler und innerhalb von vier Jahren gewann er in vier bedeutsamen Wettbewerben den Titel. Dazu zählten 1968 die englische Meisterschaft, im Jahr darauf der FA Cup sowie 1970 gleichsam der Ligapokal und der Europapokal der Pokalsieger. Auf dem Weg zum Gewinn des englischen Ligatitels fehlte er in keiner einzigen Partie; folglich stand er auch beim entscheidenden 4:3 am letzten Spieltag bei Newcastle United auf dem Platz, als der Konkurrent und Lokalrivale Manchester United im Fernduell auf Distanz gehalten werden konnte. In der Saison 1968/69 pausierte Book aufgrund einer Achillessehnenverletzung gut sechs Monate und umso überraschender war es für ihn, dass er zu Englands Fußballer des Jahres gewählt wurde – die Auszeichnung teilte er sich mit Dave Mackay von Derby County. Beim Gewinn des FA Cups im Jahr 1969 war er rechtzeitig wieder fit, um sein Team im Finale als Kapitän zum 1:0-Sieg gegen Leicester City zu führen. Im Jahr darauf siegte er innerhalb von 53 Tagen im Ligapokal und durch einen 2:1-Endspielsieg gegen Górnik Zabrze in Wien im europäischen Pokalsiegerwettbewerb.
Im November 1973 beendete Book 39-jährig seine Profikarriere nach mehr als 300 Pflichtspielen und fünf Toren für Manchester City. Seine neue Aufgabe bei den „Citizens“ war die des Assistenten neben dem neuen Cheftrainer Ron Saunders, wobei er kurz vor Saunders’ Verpflichtung interimistisch die vakante Trainerstelle ausgefüllt hatte.

### Trainerlaufbahn
Der Verein befand sich nach der Mercers Entlassung 1971 in unruhigem Fahrwasser und nach kurzen Phasen unter Allison und Johnny Hart dauerte auch die Ära Saunders nur wenige Monate an. Gut ein Monat nach der Ligapokalfinalniederlage gegen die Wolverhampton Wanderers (1:2) wurde Saunders entlassen und Book folgte ihm in seinem Amt nach. Aus der anfänglichen Interimslösung wurde schnell eine dauerhafte Installation und der bei den Spielern – angeführt von Mike Doyle – sehr populäre Book formte ein neues Team, das 1977 den Ligatitel nur knapp mit einem Punkt Rückstand auf den Meister FC Liverpool verpasste. Zu den neuen Gesichtern, die Book in die Mannschaft einbaute, gehörten Joe Royle, Brian Kidd, David Watson und Asa Hartford. Unter Books Führung kehrte Manchester City dauerhaft in die europäischen Vereinswettbewerbe zurück und dazu errang sein Team 1976 den heimischen Ligapokal.
Als schließlich 1979 Malcolm Allison zurückkehrte, ordnete sich Book im „zweiten Glied“ im Trainerstab unter, bevor eine sportliche Abwärtsspirale dafür sorgte, dass sowohl Allison als auch Book im Oktober 1980 entlassen wurden. Sechs Monate später fand Book auf Einladung des neuen Trainers John Bond ein weiteres Mal den Weg nach Manchester. Zunächst als Verantwortlicher für die Jugendarbeit und später in anderen Trainerfunktionen – darunter 1989 und 1993 zwei erneute Interimsphasen als Trainer der A-Mannschaft – blieb er dem Verein weitere 16 Jahre lang treu. Erst Frank Clark entband ihn 1996 all seiner Verpflichtungen und so endete Books Engagement 30 Jahre nach seiner Ankunft in Manchester. Er blieb in der Folgezeit bei den Anhängern von Manchester City als „bester Kapitän der Vereinsgeschichte“ in Erinnerung und in Anerkennung seiner langjährigen Verdienste ernannte ihn der Klub zum Ehrenpräsidenten.

## Titel/Auszeichnungen

### Als Spieler
- Europapokal der Pokalsieger (1): 1970
- Englische Meisterschaft (1): 1968
- Englischer Pokal (1): 1969
- Englischer Ligapokal (1): 1970
- Charity Shield (1): 1972
- Englands Fußballer des Jahres (1): 1969
- Eastern Canada Professional Soccer League (1): 1964

### Als Trainer
- Englischer Ligapokal (1): 1976